# Mlýnské Struhadlo
Mlýnské Struhadlo település Csehországban, a Klatovyi járásban. Mlýnské Struhadlo Měčín, Plánice, Neurazy és Újezd u Plánice településekkel határos. Lakosainak száma 51 fő (2024. január 1.).

## Népesség
A település lakosságának változását az alábbi diagram mutatja:
| Lakosok száma | 228  | 242  | 280  | 179  | 95   | 52   | 45   | 53   | 56   | 51   |
|               | 1869 | 1900 | 1921 | 1961 | 1980 | 2011 | 2016 | 2019 | 2021 | 2024 |

## Galéria

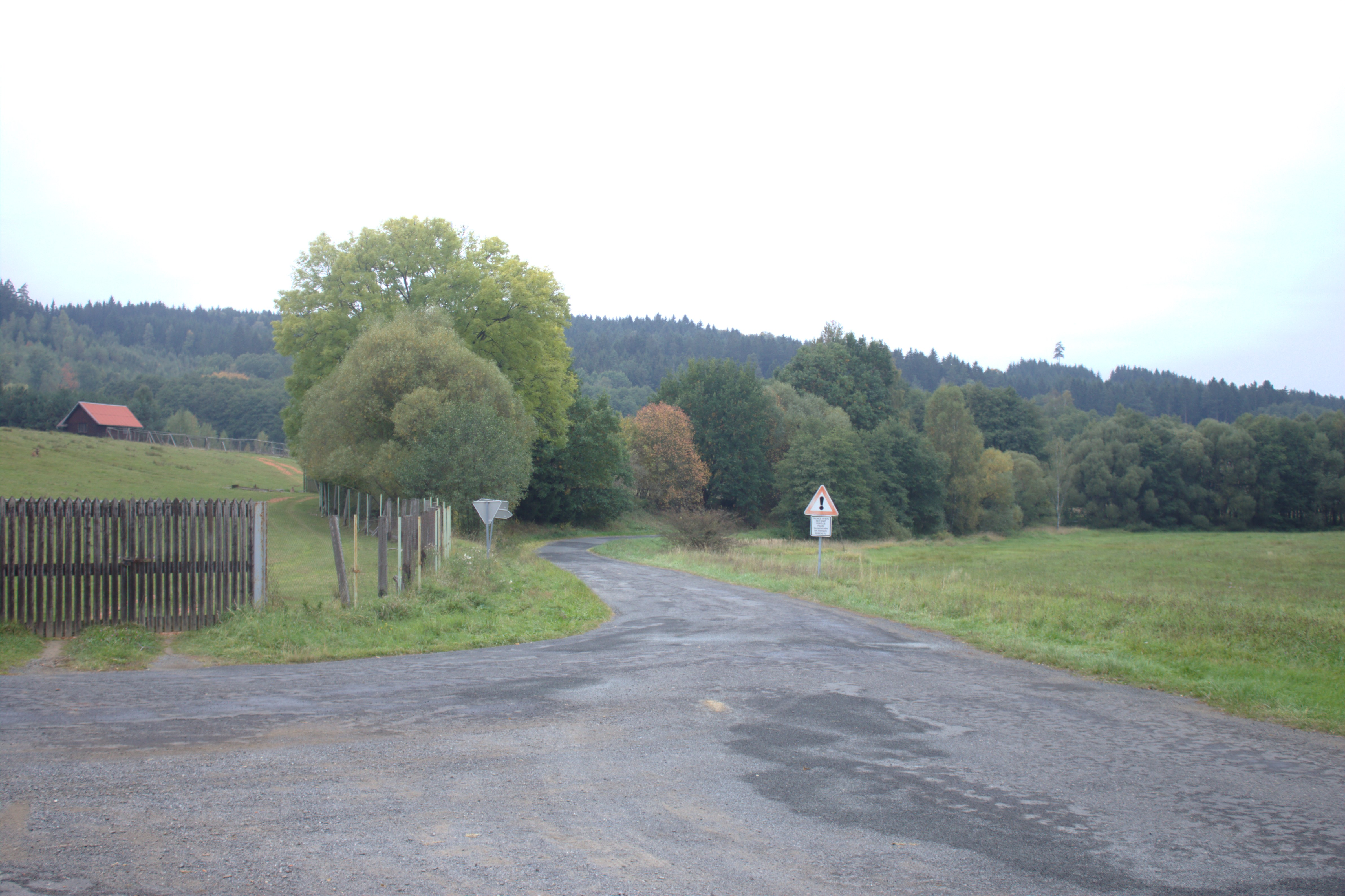
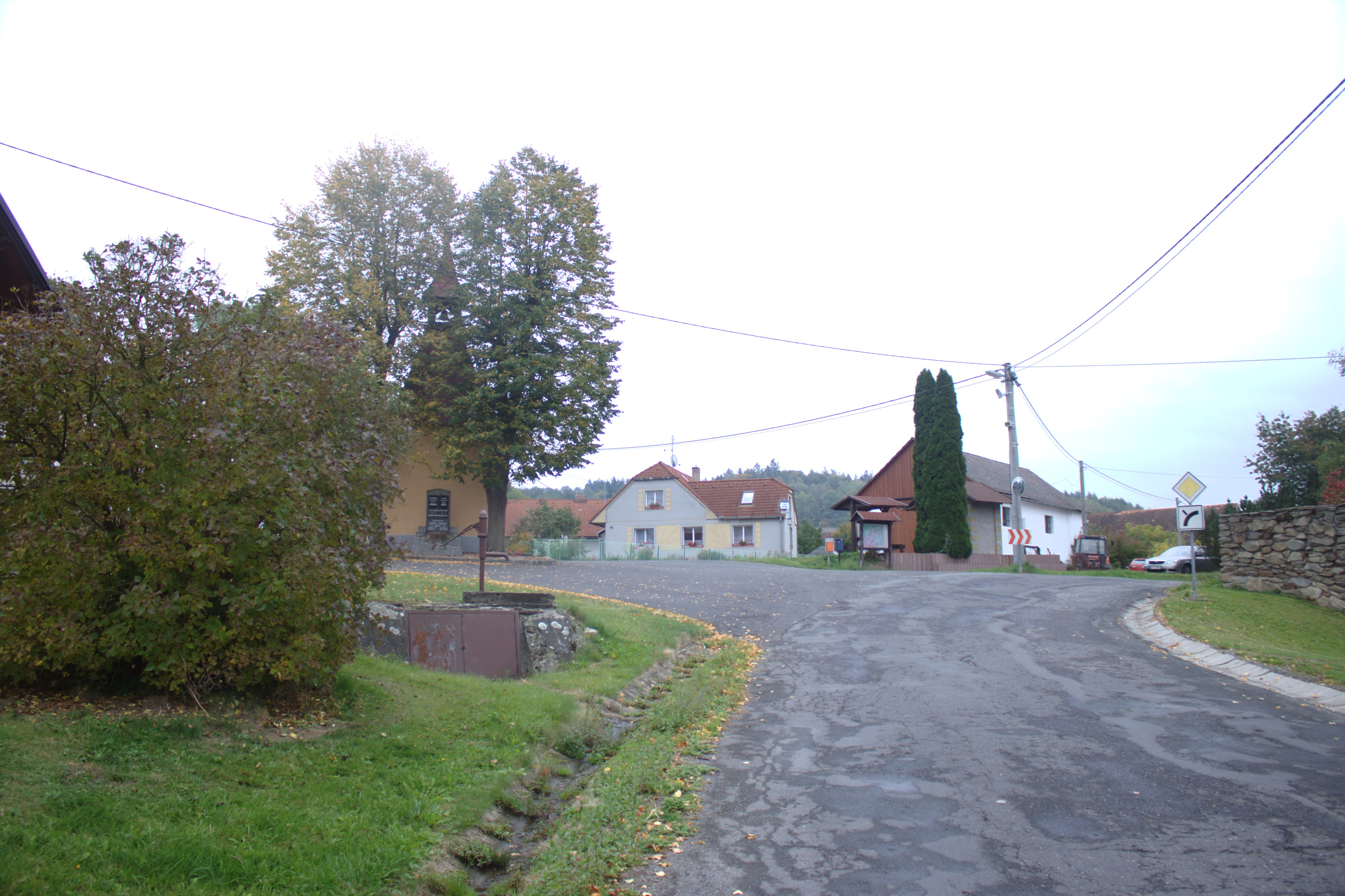
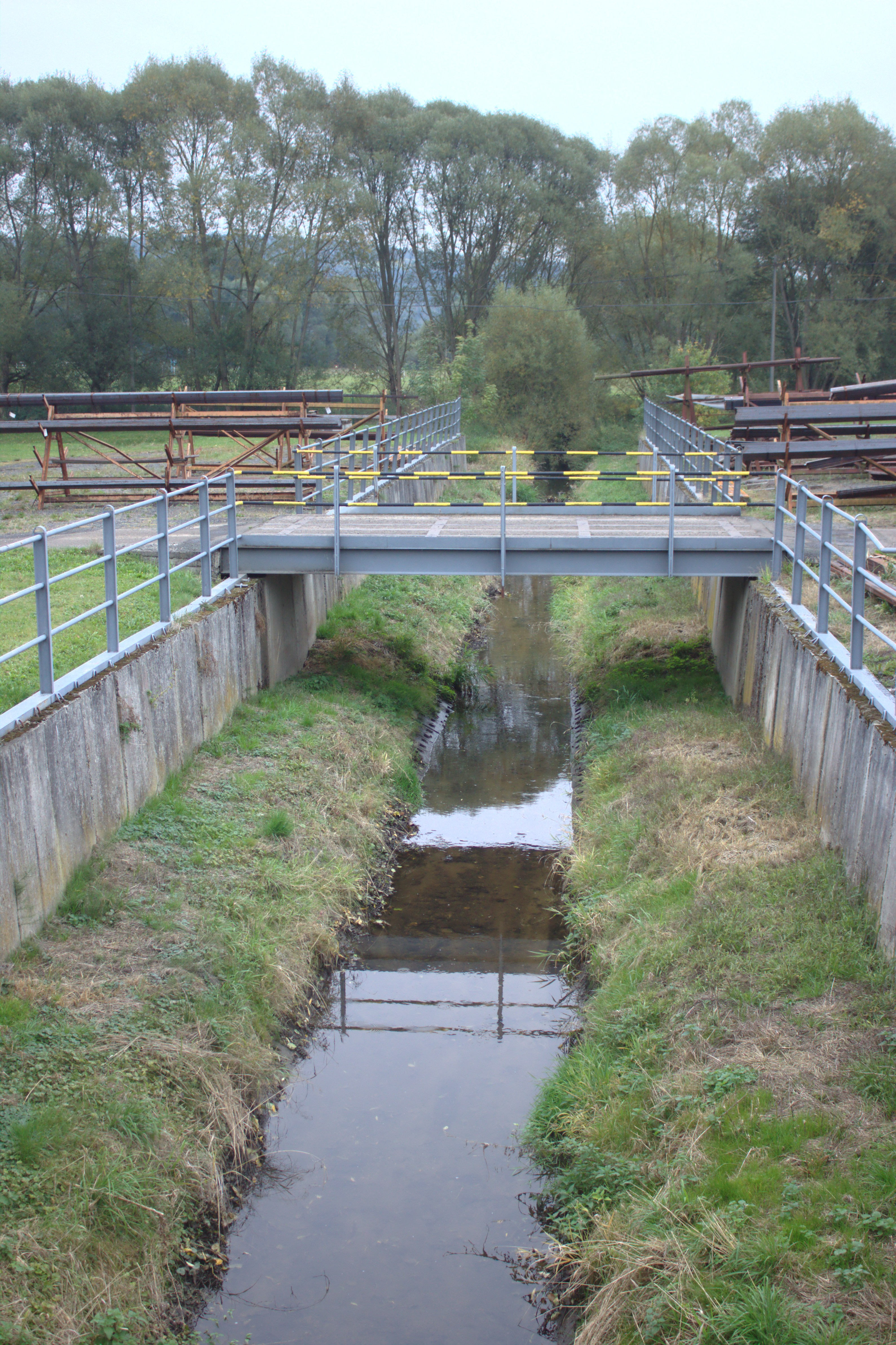